# Associationsskuld
Associationsskuld är en vanlig typ av argumentationsfel, som begås då en part påpekar en likhet mellan motpartens åsikter och ett referensobjekt (som är klandervärt) och därmed antyder att motpartens åsikter i andra frågor är klandervärda. Det kan även vara att en person eller organisation kan associeras med någon klandervärd eller något klandervärt och därför själv är klandervärd. Associationsskuld är en typ av genetisk argumentation. Motsatsen kallas associationsheder.

## Exempel
- Tanken om associationsskuld och att undvika drabbas av den har betydande inverkan på det sociala livet. Om någon med lägre status mobbas i en grupp undviker många att försvara denne för att inte associeras med offret och dennes lägre status. Många undviker sådant som kan tänkas ge dåliga associationer.

- Knarklangare har ofta magväska (de är svårare att stjäla och lättare att springa med om polisen kommer). Unga killar med magväska ger då en känsla av knarklangare, och därför förbjuds magväska i skolan.[1]

### Religionsargumentet
Ett mycket vanligt exempel är att olika religioner får bära skuld för saker som enskilda personer eller organisationer gör i dess namn.
- "Alla krig i världen beror på religionen"
- "Utan religion hade vi inte haft några konflikter i världen"

### Nazistargumentet
Ett vanligt exempel på associationsskuld är nazistargumentet där referensobjektet är Adolf Hitler eller nazister.
- Visst är NN en bra finansminister som har gett landet en strålande ekonomi, men det lyckades Hitler också med.
- Hitler var vegetarian.[a] Hitler var ond. Därför är alla vegetarianer onda.
- NN kritiserar judar eller Israels politik. Hitler kritiserade också judarna. Därför är NN nazist. De som stödjer NN är också nazister.

## Källhänvisningar
1. ↑  ”Magväskans resa – från ismannen till möjlig kriminell accessoar”. Sveriges Television. 1 oktober 2020. https://www.svt.se/kultur/magvaskans-resa-fran-ismannen-till-mojlig-kriminell-accessoar. Läst 11 oktober 2020.  ”"En grundskola i Göteborg vill inte se magväskor på sin skolgård. Enligt skolan, kan det föra tankarna till kriminalitet och machokultur."”
2. ↑  Berry, Rynn: "Why Hitler Was Not a Vegetarian". Arkiverad 6 juni 2014 hämtat från the Wayback Machine. Vegsource.com. Läst 18 oktober 2014. (engelska)